# Mariner 9
Mariner 9 (1971-051A) var en ubemandet sonde, som tog til Mars og gav Valles Marineris dets navn. Sonden startede den 30. maj 1971 fra Cape Canaveral Air Force Station.